# Новоселицька сільська рада (Благовіщенський район)
| Новоселицька сільська рада — орган місцевого самоврядування у Благовіщенському районі Кіровоградської області з адміністративним центром у с. Новоселиця. Сільській раді підпорядковані населені пункти: - с. Новоселиця |

## Склад ради
Рада складається з 16 депутатів та голови.

### Керівний склад ради
| ПІБ                            | Основні відомості                                                                             | Дата обрання | Дата звільнення |
| ------------------------------ | --------------------------------------------------------------------------------------------- | ------------ | --------------- |
| Самойлов Микола Анатолійович   | Сільський голова, 1961 року народження, освіта, безпартійний                                  | 26.03.2006   | 28.11.2006      |
| Малютяк Володимир Васильович   | Сільський голова, 1954 року народження, освіта, член Всеукраїнського об'єднання 'Батьківщина' | 25.03.2007   | 31.10.2010      |
| Срібний Володимир Вячеславович | Сільський голова, 1965 року народження, освіта вища, член Партії регіонів                     | 31.10.2010   |                 |

Примітка: таблиця складена за даними джерела

## Населення
Згідно з переписом УРСР 1989 року чисельність наявного населення сільської ради становила 1725 осіб, з яких 761 чоловік та 964 жінки.
За переписом населення України 2001 року в сільській раді мешкало 1528 осіб.

### Мова
Розподіл населення за рідною мовою за даними перепису 2001 року:
| Мова       | Відсоток |
| ---------- | -------- |
| українська | 98,24 %  |
| російська  | 1,50 %   |
| білоруська | 0,07 %   |
| молдовська | 0,07 %   |